# Botyodes rufalis
Botyodes rufalis là một loài bướm đêm trong họ Crambidae.